# Indotristicha ramosissima
Indotristicha ramosissima là một loài thực vật có hoa trong họ Podostemaceae. Loài này được (Wight) P. Royen mô tả khoa học đầu tiên năm 1959.